# 洒坪镇
洒坪镇，是中华人民共和国贵州省貴陽市修文县下辖的一个乡镇级行政单位。
2013年4月25日，贵州省人民政府批复同意撤销洒坪乡，设置洒坪镇，镇人民政府驻小坝村。

## 行政区划
洒坪镇下辖以下地区：
小坝村、青山村、上寨村、上坝村、新乐村、蜈蚣桥村、蛇场村、麻窝村、硐口村、中明村、北庄村、东庄村、高寨村、五老山村、青杠林村、五江村、阳桥村和轿子山村。